# Lieja-Bastoña-Lieja 2007

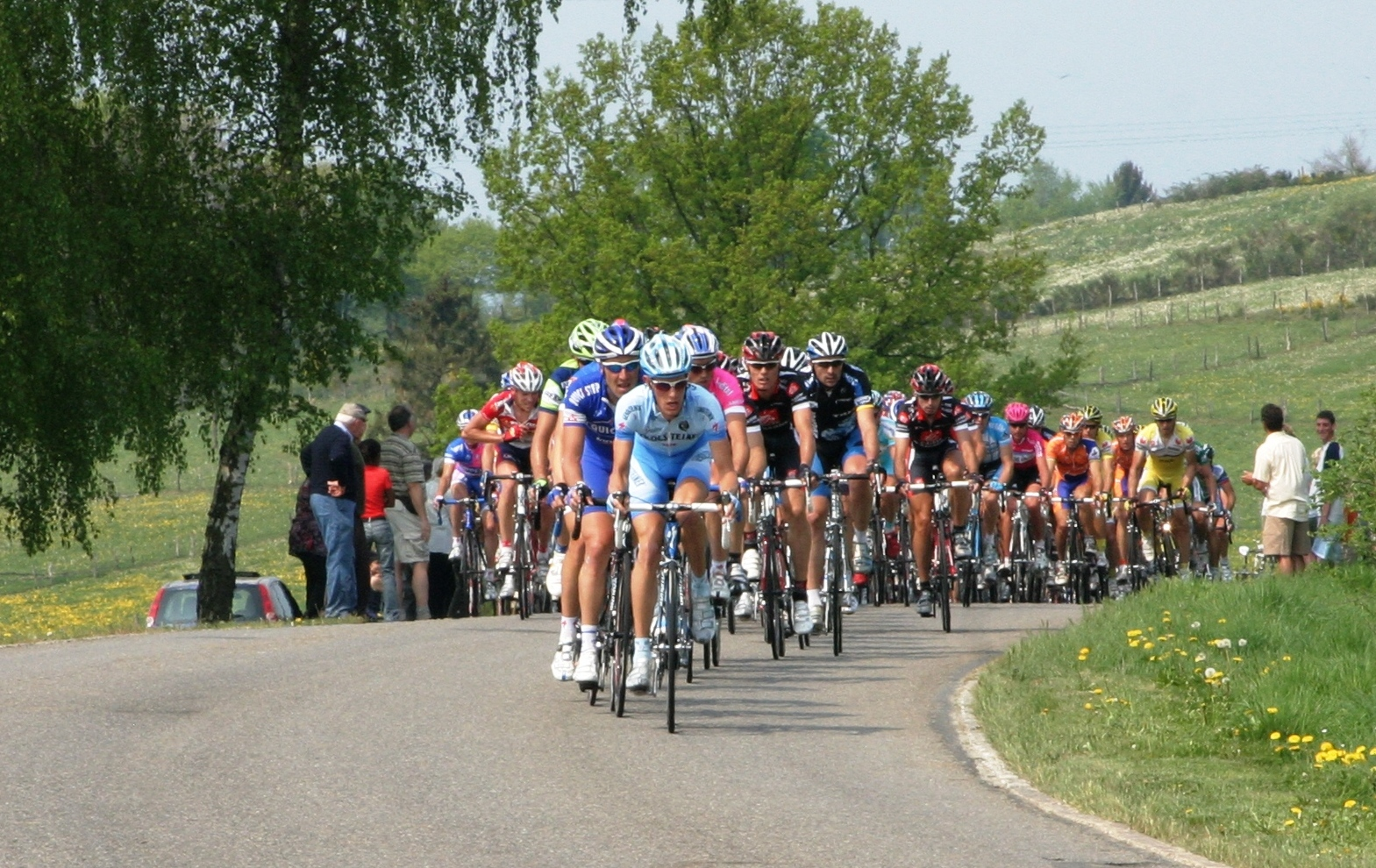
El pelotón de la Lieja-Bastoña-Lieja 2007.

La Lieja-Bastoña-Lieja 2007, la 93.ª edición de la carrera, se disputó el 29 de abril de 2007 sobre un recorrido de 262 km de Lieja a Ans y cuyo ganador fue el italiano Danilo Di Luca.

## Recorrido
Las doce subidas de la edición 2007 fueron las siguientesː
| Número | Nombre                      | Kilómetro | Lunghezza (m) | Pendiente media (%) |
| ------ | --------------------------- | --------- | ------------- | ------------------- |
| 12     | Côte de Ny                  | 57,5      | 1800          | 5,7                 |
| 11     | Côte de la Roche-en-Ardenne | 83        | 2800          | 4,9                 |
| 10     | Côte de Saint-Roch          | 129       | 900           | 12,0                |
| 9      | Côte de Wanne               | 173       | 3100          | 6,1                 |
| 8      | Côte de Stockeu             | 179,5     | 1100          | 10,5                |
| 7      | Côte de la Haute-Levée      | 185       | 3400          | 6,0                 |
| 6      | Con el du Rosier            | 197,5     | 4000          | 5,9                 |
| 5      | Côte de la Vecquée          | 210       | 3100          | 5,9                 |
| 4      | Côte de La Redoute          | 227,5     | 2100          | 8,4                 |
| 3      | Côte de Sprimont            | 233       | 1400          | 4,7                 |
| 2      | Côte du Sart-Tilman         | 248       | 3600          | 5,3                 |
| 1      | Côte de Saint-Nicolas       | 256,5     | 1000          | 11,1                |

## Equipos participantes
24 fueron los equipos participantes en la edición de la Lieja-Bastoña-Lieja 2007.
| N.      | Cod. | Equipo                |
| ------- | ---- | --------------------- |
| 1-8     | GCE  | Caisse de Epargne     |
| 11-18   | QSI  | Quick Step-Innergetic |
| 21-28   | LAM  | Lampre-Fondital       |
| 31-38   | TMO  | T-Móvil Team          |
| 41-48   | RAB  | Rabobank              |
| 51-58   | CSC  | Team CSC              |
| 61-68   | AST  | Astana                |
| 71-78   | PRL  | Predictor-Lotto       |
| 81-88   | LIQ  | Liquigas              |
| 91-98   | EUS  | Euskaltel-Euskadi     |
| 101-108 | MRM  | Team Milram           |
| 111-118 | BAR  | Barloworld            |

| N.      | Cod. | Equipo                 |
| ------- | ---- | ---------------------- |
| 121-128 | SDV  | Saunier Duval-Prodir   |
| 131-138 | C.A  | Crédit Agrícolas       |
| 141-148 | GST  | Gerolsteiner           |
| 151-158 | COF  | Cofidis                |
| 161-168 | BTL  | Bouygues Télécom       |
| 171-178 | A2R  | AG2R Prévoyance        |
| 181-188 | DSC  | Discovery Channel      |
| 191-198 | FDJ  | Française des Jeux     |
| 201-208 | AGR  | Agritubel              |
| 211-218 | TCS  | Tinkoff Credit Systems |
| 221-228 | JAC  | Topsport Vlaanderen    |
| 231-238 | LAN  | Landbouwkrediet        |

## Clasificación final
| Pos. | Corredor           | Equipo        | Tiempo   |
| ---- | ------------------ | ------------- | -------- |
| 1    | Danilo De Luca     | Liquigas      | 6h37'24" |
| 2    | Alejandro Valverde | C. de Epargne | a 3"     |
| 3    | Fränk Schleck      | CSC           | s.t.     |
| 4    | Paolo Bettini      | Quick Step    | a 6"     |
| 5    | Davide Rebellin    | Gerolsteiner  | s.t.     |
| 6    | Michael Boogerd    | Rabobank      | a 7"     |
| 7    | Damiano Cunego     | Lampre        | a 9"     |
| 8    | Matthias Kessler   | Astana        | s.t.     |
| 9    | Juan José Cobo     | Saunier Duval | s.t.     |
| 10   | Kim Kirchen        | T-Móvil       | s.t.     |